# Marcelo Morales
Marcelo Morales (San Isidro, 10 september 1966) is een voormalig Argentijns voetballer.

## Erelijst
Emelec
- Campeonato Ecuatoriano

1993, 1994